# Região Geográfica Imediata de Russas-Limoeiro do Norte
A Região Geográfica Imediata de Russas-Limoeiro do Norte é uma das dezoito regiões imediatas do estado brasileiro do Ceará, uma das três regiões imediatas que compõem a Região Geográfica Intermediária de Quixadá e uma das 509 regiões imediatas no Brasil, criadas pelo IBGE em 2017.
É composta por quinze municípios, sendo que o mais populoso é Russas.

## Municípios
- Alto Santo
- Ererê
- Iracema
- Jaguaretama
- Jaguaribara
- Jaguaribe
- Limoeiro do Norte
- Morada Nova
- Palhano
- Pereiro
- Potiretama
- Quixeré
- Russas
- São João do Jaguaribe
- Tabuleiro do Norte